# Minitel rose
Pour le groupe de musique, voir Minitel Rose.

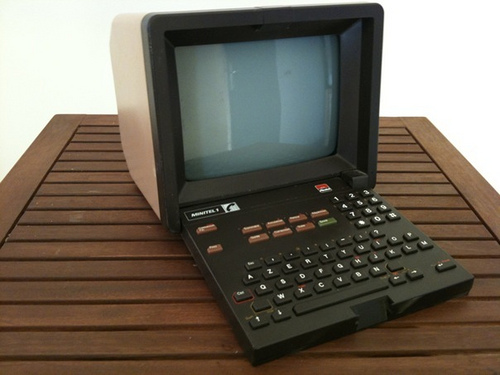
Photographie d'un Minitel.

L'expression Minitel rose désigne tous les services de messageries roses développées pour le Minitel.
Quelques entrepreneurs ont fait fortune dans ce secteur comme le PDG de Free, Xavier Niel.

## Description
Extrait de l'interview d'un responsable de société de télématique : « Internet n’a pas le côté sulfureux du minitel », estime Vincent Hutin. Étant incapable d’afficher une quelconque photographie, tout est dans la suggestion. Autre atout du minitel rose : un sentiment d’anonymat. « Le minitel ne permet pas d’identifier les utilisateurs, contrairement à Internet qui laisse des traces plus facilement. Le minitel est extrêmement discret ».
Exemples de services fournis :
- dialogue en direct avec d'autres utilisateurs par de courts messages, à la manière d'une messagerie instantanée ;
- messagerie (courrier électronique entre les utilisateurs du même serveur) ;
- petites annonces.

## Polémiques
En 1992, les services de Minitel rose continuaient de poser des problèmes à l'autorité et aux associations familiales, il était par exemple « demandé à France Télécom, dans le souci de satisfaire les associations familiales, de promouvoir les systèmes de contrôle d'accès au Minitel : cadenas sur le Minitel de base, mots de passe ».

## Astuces permettant d'augmenter leurrentabilité
Ce service étant facturé à la minute, diverses pratiques gardées sous silence permettaient de prolonger la durée de connexion des clients.
En 2007, le PDG d'une entreprise ayant travaillé dans ce secteur indique dans un commentaire d'un article sur le Web, que « Il est cependant probable que la proportion de trafic animé par des robots, des animateurs, ou de fausses inscriptions était sensiblement plus élevée sur Minitel (20 à 35 % du trafic) que sur Internet (5 à 10 % du trafic). »

### Exemples
- Conversations factices : certains services utilisaient des employés, dits animateurs et animatrices, afin d'entretenir des conversations avec des dizaines de clients masculins, ceci allongeant la durée de leur connexion et apportant de l'argent aux opérateurs faisant ce business.
- Animateur trompant sur leur sexe : la plupart des employés masculins travaillaient sous un pseudonyme féminin[6]. À noter qu'il a bien existé des animatrices de sexe féminin[7].
- Utilisation de « robots logiciels » (Bot informatique) surnommés ghosts : durant les années 1990, des logiciels (masqués sous des pseudonymes) étaient capables de faire une partie du travail dit d'animation, consistant à envoyer des messages pré enregistrés (exemple : « Salut », « ça va ? »…).
- Amalgame de clients issus de multiples codes 3615 : des entreprises (possédant plusieurs noms de services distincts) regroupaient les connectés sur les mêmes listes de dialogue en direct afin d'augmenter artificiellement le nombre de connectés simultanés.
- Ralentissement de l'affichage des pages par l'affichage de pages intermédiaires de graphismes érotiques (malgré la très mauvaise définition d'image d'un écran de Minitel) non interruptibles (les touches du Minitel n'étaient plus prises en compte jusqu'à l'affichage complet du graphisme).

## Dans la fiction
Dans la chanson Goodbye Marylou de Michel Polnareff sortie en 1990, le narrateur décrit son échange érotique en « multi » puis en « duo » avec une interlocutrice sur minitel.
En 1998, dans le roman Les Particules élémentaires de Michel Houellebecq, l'un des personnages principaux (Bruno) fait une consommation importante de services de Minitel rose, ce qui est la cause d'une facture de téléphone d'un montant élevé qu'il dissimule à son épouse.
3615 Monique, série sortie en 2020 sur OCS, retrace l'histoire de trois jeunes étudiants qui vont monter le premier service de Minitel rose grâce à une expérimentation locale. La série développe l'impact de cette nouvelle technologie sur la société française des années 1980 entre libération sexuelle et élection de François Mitterrand.
3615 Ulla s'est rendu célèbre par une vingtaine d'années de campagnes de publicité. 3615 Ulla a fonctionné jusqu'à la fin du Minitel en 2012. En 1991, Les Inconnus citent 3615 Ulla dans leur chanson à succès C'est toi que je t'aime (vachement beaucoup). En 2017, Seth Gueko cite 3615 Ulla sur le morceau Grand Paris de l’album Prose Élite.